# Prix des fondations-groupées
Le prix des fondations-groupées est un ancien prix de poésie de l'Académie française, attribué seulement en 1987.

## Liste des lauréats
- Nicole Flory pour Cri du lis (médaille de bronze)[2]